# Dekanat Jordanów
Dekanat Jordanów – jeden z 45 dekanatów w rzymskokatolickiej archidiecezji krakowskiej.

## Parafie
W skład dekanatu wchodzi 9 parafii:
- parafia św. Marcina – Bystra Podhalańska
- parafia Przenajświętszej Trójcy – Jordanów
- parafia św. Apostołów Szymona i Judy Tadeusza – Łętownia
- parafia św. Siostry Faustyny Kowalskiej – Naprawa
- parafia św. Mikołaja – Sidzina
- parafia św. Sebastiana – Skomielna Biała
- parafia Nawiedzenia NMP – Skomielna Czarna
- parafia NMP Matki Kościoła – Toporzysko
- parafia Nawiedzenia NMP – Wysoka

## Sąsiednie dekanaty
Jabłonka, Maków Podhalański, Pcim, Rabka, Sułkowice